# Bồ câu Jacobin

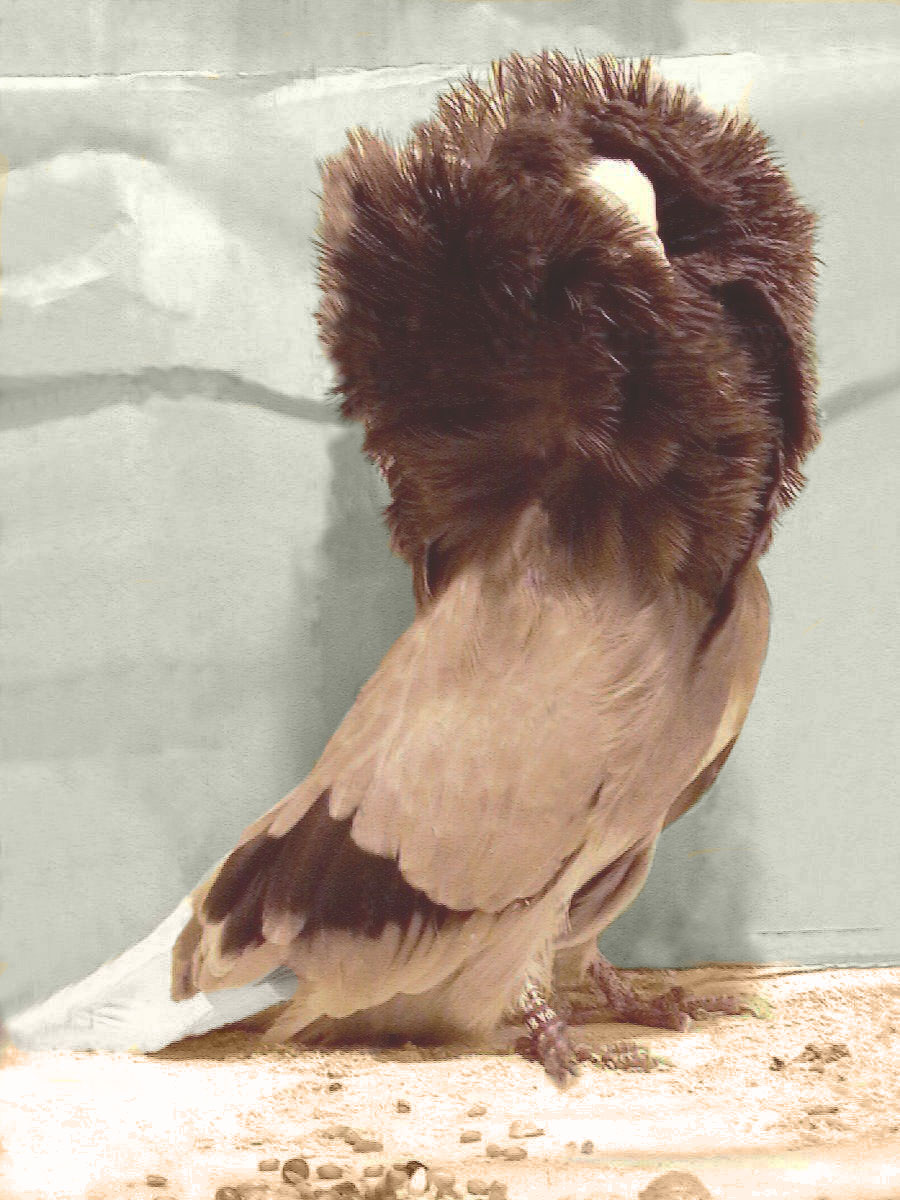
Một con bồ câu sư tử

Bồ câu Jacobin là một loại bồ câu nhà thuộc là giống chim bồ câu cảnh được thuần hóa tại châu Á với đặc trưng là bộ lông giống sư tử.